# Anaxarcha graminea
Anaxarcha graminea es una especie de mantis de la familia Hymenopodidae.

## Distribución geográfica
Se encuentra en la India y Malasia.